# 幸せはすぐそこに…
「幸せはすぐそこに…」（しあわせはすぐそこに）は、2008年2月6日に発売された天童よしみのシングル。

## 解説
- TBS系音楽番組『開運音楽堂』のエンディングテーマとして使用された。

- 同年12月17日には台詞入りバージョンが発売された。

## 収録曲
オリジナル盤
- 全曲編曲：竜崎孝路

1. 幸せはすぐそこに… (5分22秒)
作詞：木下龍太郎／作曲：徳久広司
2. 故郷へ (3分45秒)
作詞：麻こよみ／作曲：山田年秋

台詞入り盤
- 全曲編曲：竜崎孝路

1. 幸せはすぐそこに…（台詞入り） (5分21秒)
作詞：木下龍太郎／作曲：徳久広司
2. 故郷へ（ニュー・バージョン） (3分28秒)
作詞：麻こよみ／作曲：山田年秋

## 収録アルバム
幸せはすぐそこに…
- ベスト『天童よしみ2009年全曲集』（2008年11月26日）

故郷へ
- ベスト『天童よしみ2009年全曲集』（2008年11月26日）

幸せはすぐそこに…（台詞入り）
- ベスト『天童よしみ大全集』（2010年1月20日）
- ベスト『天童よしみ 名調子 セリフ入りベストアルバム』（2010年9月22日）